# Karl Alexander Müller
|  | Aquest article tracta sobre el físic Karl Müller . Vegeu-ne altres significats a «Karl Müller». |

Karl Alexander Müller   (Basilea, 20 d'abril de 1927 - Zúric, 9 de gener de 2023) fou un físic suís guardonat amb el Premi Nobel de Física de 1987.

## Biografia
Va néixer el 27 d'abril de 1927 a la ciutat suïssa de Basilea, però la família ràpidament es va traslladar a la ciutat austríaca de Salzburg on el seu pare estudiava música.
A la mort de la seva mare l'any 1938 fou enviat a l'escola a la població suïssa de Schiers. L'any 1945 ingressà a l'Institut Tecnològic Federal de Suïssa a Zúric on estudià electrònica i rebé classes per part de Wolfgang Pauli, el 1957 aconseguí el doctorat.

## Recerca científica
Inicià la seva recerca a al Battelle Institut de Ginebra, on fou membre del grup d'investigació sobre la ressonància magnètica. El 1963 entrà a formar part del laboratori d'investigació de l'empresa IBM a Zuric, on hi restà fins al 1985. Els seus treballs de recerca s'iniciaren amb les característiques fotocròmiques dels ions dels materials de transició, les seves característiques químiques, ferroelèctriques i estructurals del canvi d'estat.
L'any 1982 inicià la seva col·laboració amb el físic alemany Johannes Georg Bednorz al voltant de la superconductivitat i els efectes que es produeixen sobre aquesta a l'aplicar-li altes temperatures, així com en l'estudi de les propietats de la ceràmica formada a partir de l'oxidació de materials de transició.
L'any 1987 fou guardonat, al costat de Bednorz, amb el Premi Nobel de Física pels seus treballs sobre la superconductivitat en els materials ceràmics.